# Ornella Muti
Francesca Romana Rivelli (Roma, 9 de marzo de 1955), de nombre artístico Ornella Muti, es una actriz italiana. Por su atractivo físico es considerada como uno de los símbolos sexuales más importantes del cine en Europa y una de las mujeres más bellas del mundo.

## Carrera
Ornella Muti nació en Roma, de padre periodista napolitano y madre escultora de Estonia, de ascendencia rusa y alemana báltica. Tiene una hermana mayor, Claudia.
Aún adolescente, su película de estreno fue en 1970: La esposa más hermosa (La Moglie più Bella). En su juventud trabajó principalmente en películas italianas de tono picaresco, como El solterón domado, con Adriano Celentano, si bien ya en 1980 debutó en el cine estadounidense con un papel en Flash Gordon, adaptación del cómic del mismo nombre con estrellas como Timothy Dalton, Max von Sydow y Chaim Topol. Otras películas estadounidenses en las que apareció incluyen la comedia de John Landis Oscar, ¡quita las manos! (1991), con Sylvester Stallone, y Once Upon a Crime... (1992).
En 1987 participó en la adaptación al cine de la novela Crónica de una muerte anunciada, dirigida por Francesco Rosi, que contó con Rupert Everett, Anthony Delon, Irene Papas y Lucía Bosè. En 1998 Ornella Muti participó en una ambiciosa serie de televisión de El conde de Montecristo, protagonizada por Gerard Depardieu, y en 2004 en el segundo filme sobre Las maletas de Tulse Luper, dirigido por Peter Greenaway.
Más tarde participó en proyectos como People (2004), filme ambientado en Ibiza, con Rupert Everett, Marisa Berenson, Rossy de Palma y Lambert Wilson; y To Rome with Love de Woody Allen, con Alec Baldwin, Roberto Benigni y Penélope Cruz encabezando un extenso reparto.
Ha participado en el cine español desde la época del destape, etapa de la que se puede citar Experiencia prematrimonial (1972), dirigida por Pedro Masó. Otras cinta española en la que participó es El amante bilingüe (1992), dirigida por Vicente Aranda, con Imanol Arias y Loles León.
En 2012 participó en la película internacional de Woody Allen, A Roma con amor.
En 2014, protagonizó en Francia un anuncio de televisión para las pastas Giovanni Panzani.

## Vida personal
Ornella Muti ha estado casada con Alessio Orano (1975-1981) y Federico Facchinetti. Mantuvo una relación con Stefano Piccolo (1998-2008), y con Fabrice Kerhervé (2008-2017). Tiene tres hijos: Naike Rivelli, actriz como ella y que, durante muchos años, se creyó hija del productor de cine español José Luis Bermúdez de Castro (luego de una prueba de ADN, solicitada por él, los dos descubrieron que no estaban relacionados y Ornella declaró, más tarde, que no conocía la identidad del padre de Naike.), un hijo, Andrea, y otra hija, Carolina, de su matrimonio con Facchinetti.
Ornella fue votada como La mujer más guapa del mundo en 1994 luego de una extensa encuesta mundial de la revista Class.

## Filmografía

### Cine y televisión
- Noches mágicas (2018)
- A Roma con amor (2012)
- Doc West (2009)
- People (2004)
- El corazón es mentiroso (2004)
- Las maletas de Tulse Luper, 2ª Parte: De Vaux al Mar (de Peter Greenaway, 2004)
- Tierra del Fuego (de Miguel Littín, 2000)
- El conde de Montecristo (1998)
- Tatiana, la muñeca rusa (1995)
- El amante bilingüe (1993)
- Sólo falta el asesino (1992)
- Oscar, ¡quita las manos! (1991)
- Esta noche en casa de Alicia (1990)
- A la espera de la primavera (1989)
- Crónica de una muerte anunciada (1987)
- El amor de Swann (1984)
- El futuro es mujer (1984)
- La ragazza de Trieste (1982)
- Furiosamente enamorado  (1981) con Adriano Celentano
- Ordinaria locura (basada en un relato de Charles Bukowski) (1981)
- Flash Gordon (1980)
- El solterón domado (1980) con Adriano Celentano
- La chica del atardecer (1978)
- ¡Que viva Italia! (1978)
- Los nuevos monstruos (1977)
- Muerte de un corrupto (1977)
- La última mujer (1976)
- Virginidad (1976)
- La joven casada (1975)
- Perversa (Apassionata) (1974)
- Una chica y un señor (1973)
- Paolo, el ardiente (1973)
- Experiencia prematrimonial (1972)
- La casa de las palomas (1972)
- El sol en la piel (1971)
- La moglie più bella(Debut a los 15 años 1970)